# ベルギー関係記事の一覧
ベルギー関係記事の一覧（ベルギーかんれんきじのいちらん）
- ベルギー人およびベルギー出身の人物についてはベルギー人の一覧を参照。

## 英記号
- .be（国別コードトップレベルドメイン）
- The Path - 同国発のホラーゲーム作品

## あ行
- 欧州連合

## か行
- キリクと魔女
- 国境無き人権インターナショナル（英語版）（HRWF）

## さ行
- サクソフォーン
- サクソルン
- サベナ・ベルギー航空
- シェンゲン協定
- シェンゲン圏

## た・な行
- 第一次世界大戦下のベルギー（英語版）
- 第二次世界大戦下のベルギー（英語版）
- タリス
- タンタンの冒険旅行
- テレックス (ベルギーのバンド)
- 十日戦争
- 西ヨーロッパ
- ニュークリア・シェアリング
- ネーデルラント王国

## は行
- バルジの戦い
- ブラバントの歌
- フランドル
- ブリュッセル
- ブリュッセル国際空港
- ブルゴーニュ公国
- ヘイゼルの悲劇
- ベネルクス3国
- ベルギー
- ベルギー王立天文台
- ベルギー海軍艦艇一覧
- ベルギー空軍
- ベルギー憲法
- ベルギーの戦い
- ベルギーの解放
- ベルギーの空港の一覧
- ベルギーの軍事
- ベルギー独立革命
- ベルギーの映画
- ベルギーのユーロ硬貨
- ベルギービール
- ベルギー料理

## ま・や・ら・わ行
- マース川
- ヨーロッパ
- ワッフル
- ワロン語